# رود ويندسور
رود ويندسور (بالإنجليزية: Rod Windsor)‏ هو لاعب كرة قدم أمريكية أمريكي، ولد في 24 أبريل 1985 في بيسمير في الولايات المتحدة.

## وصلات خارجية
- رود ويندسور على موقع مرجع كرة القدم المحترفة.كوم (الإنجليزية)